# Jason Todd

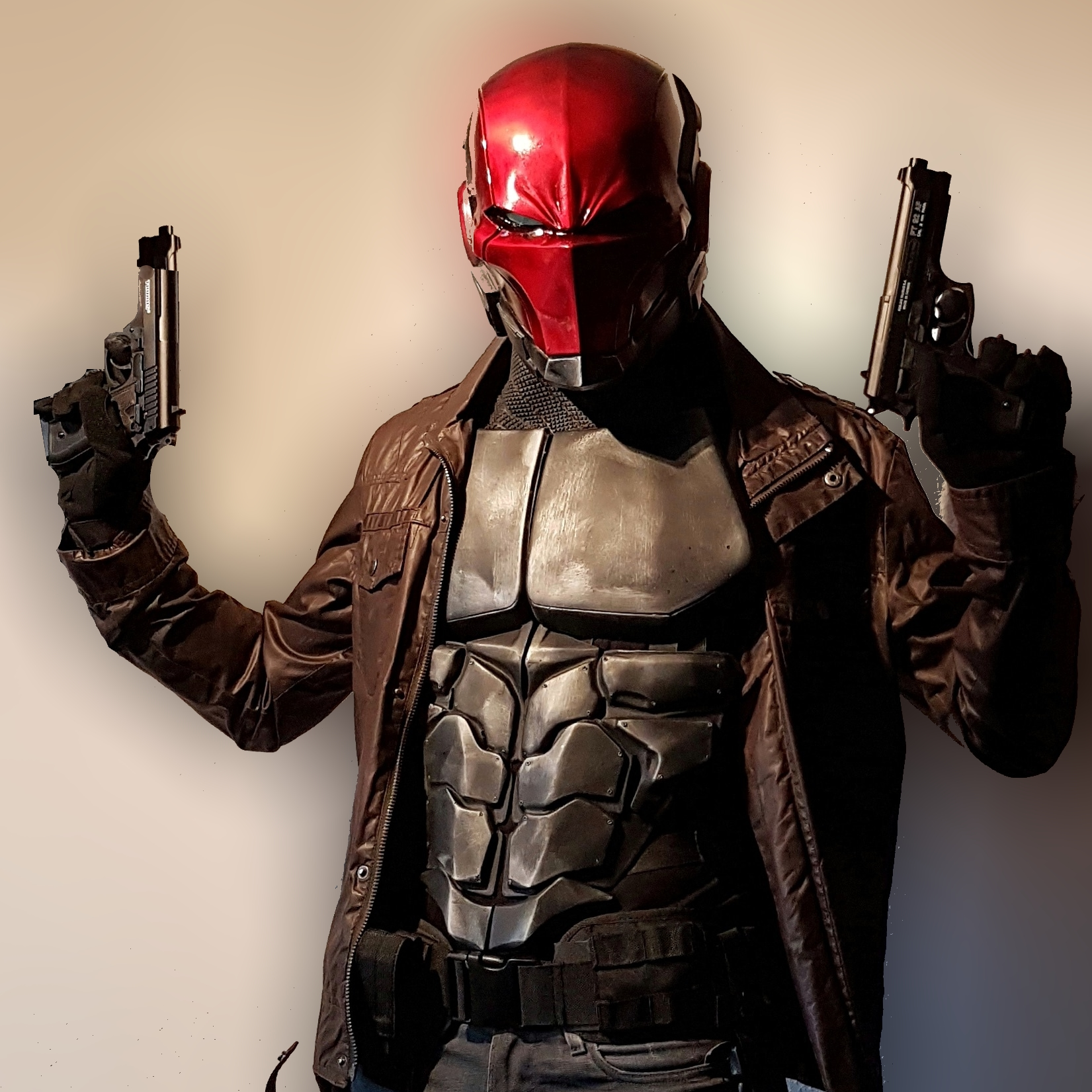
Kostium Red Hooda

Jason Peter Todd (ang. Red Hood) – postać z komiksów o Batmanie, która zadebiutowała w Detective Comics #524 i zmarła w Batman #428. Został stworzony przez Gerry'ego Conwaya i Dona Newtona.

## Życiorys

### Oryginał
Rodzice Jasona byli akrobatami, którzy zostali zabici przez Zabójczego Kroko. Bruce Wayne usłyszał o tym morderstwie i zauważył podobieństwo do historii Dicka Graysona – poprzednika w roli Robina. Postanowił więc przygarnąć chłopca i mianować go swoim nowym partnerem.
Debiut w roli Robina miał miejsce podczas walki Batmana z Jokerem w Gwatemali. Jason znalazł kostium, a następnie wyruszył na pomoc Mrocznemu Rycerzowi.

### Druga wersja
Historia Jasona Todda została zmieniona po wydaniu Kryzysu na Nieskończonych Ziemiach. Został przedstawiony, jako młody przestępca – sierota wychowująca się na ulicy. Chciał ukraść koła od Batmobilu, a następnie je sprzedać. Bruce Wayne złapał chłopaka i odwiózł go do poprawczaka – Szkoły Madame Ma Guun. Okazało się jednak, że dyrektorka szkoliła uczniów na zbrodniarzy. Batman wraz z Jasonem zneutralizowali kobietę, dzięki czemu chłopak otrzymał rolę Robina.

### Jason Todd w roli Robina
Jason dowiedział się, że jego ojciec został zamordowany przez Two-Face’a podczas odsiadywania wyroku w więzieniu. Razem z Batmanem odnaleźli go i pokonali, jednak Jason wpadł w szał i zaczął dusić mordercę swojego ojca. Bruce powstrzymał go przed zabiciem przestępcy, jednak już wtedy zauważył jak wiele gniewu i zła nosi w sobie chłopak.
Kolejnym dowodem na to jest wyrzucenie przez okno Felipe – syna dyplomaty, który znęcał się nad kobietami. Jason tłumaczył się, że Felipe przestraszył się i sam wypadł z mieszkania.
Joker porwał matkę Jasona. Chłopak ruszył jej na ratunek. Kobieta jednak współpracowała z przestępcą. Joker uwięził Robina razem z matką w zaminowanym pomieszczeniu. Batman próbował ich uwolnić, jednak nie zdążył.
W tamtym wydarzeniu zginął i chłopak i jego matka.

### Zmartwychwstanie
Podobnie jak wiele innych postaci z uniwersum DC Jason zmartwychwstał. Jego słabe ciało znalazła Talia al Ghul, która była obsesyjnie zakochana w Batmanie. Wrzuciła Robina do Lazarus Pit (Jamy Łazarza) i wskrzesiła chłopca.

### Red Hood
Pierwsze co zrobił po odzyskaniu siły to przyjęcie dawnej tożsamości swojego zabójcy, Red Hooda. Doszedł do wniosku, który rozważał już jako Robin, że jedynym sposobem, aby zniszczyć przestępczość, jest zabijanie złych. Kłóci się to z żelazną zasadą Batmana, która mówi o tym, żeby nie zabijać. Stając w sprzeczności z Batrodziną i jej sojusznikami uznawany Red Hood uznawany jest za złoczyńcę.
Batman nie pomścił śmierci Robina, więc postanowił spotkać się z nim. Przy okazji postawił sobie za cel zniszczyć Black Mask. W międzyczasie zrewanżował się na Jokerze, katując go łomem. W końcu Batman spotyka mordercę. Todd ma ze sobą Jokera. Dał Batmanowi wybór – ma mu pozwolić zakończyć żywot clowna lub go powstrzymać strzelając mu prosto w twarz. Batman się nie zgadza i rzuca ostrzem, które trafia w szyję Jasona i powoduje natychmiastowy zgon. Red Hood nie pozostaje jednak na długo martwy.

### Nightwing
Todd podrobił kostium Nightwinga i zjawił się w Bludhaven jako nowy Nightwing. Jednak Jason nie zmienił swoich morderczych nawyków, co było powodem niezadowolenia Graysona. Nightwing II został porwany przez anonimowego gangstera. Jednak uratował go oryginalny Nightwing. Po tym incydencie relacje postaci nie zmieniły się, jednak Jason powrócił do bycia działającym samemu Red Hoodem.

## W innych mediach

### Seriale i filmy aktorskie
- W filmie Batman v Superman: Świt sprawiedliwości w Batjaskini widoczny jest strój Robina obmalowany sprayem. Według informacji udzielonych przez twórców kostium ten należał wcześniej do Jasona Todda, a on sam został zabity przez Jokera przed wydarzeniami z filmu[2].
- Jason Todd pojawia się w serialu Titans. Wciela się w niego Curran Walters[3].

### Filmy animowane
- Animowana wersja Jasona Todda jako Red Hooda zadebiutowała w filmie Batman: W cieniu czerwonego kaptura (2010). Jest on tam jednym z antagonistów. W oryginalnej wersji językowej głos podkłada mu Jensen Ackles[4].
- Jason Todd pojawia się jako Red Hood również w filmie Batman Ninja (2018). W wersji japońskiej głos podkłada mu Akira Ishida, a w wersji angielskiej Yuri Lowenthal[5].